# بهلكة نفس (كتول)
بهلكة نفس (بالفارسية: بهلکه‌نفس) هي قرية تقع في إيران في قسم کتول الریفي. يقدر عدد سكانها بـ 698 نسمة بحسب إحصاء 2016.